# Johann Heinrich von Metzenhausen
Johann Heinrich von Metzenhausen (* 1638; † 3. August 1718) war Landkomtur in der Ballei Lothringen des Deutschen Ordens.

## Leben
Johann Heinrich von Metzenhausen entstammte dem Adelsgeschlecht Metzenhausen, das seinen Namen auf den Stammsitz in Metzenhausen im Hunsrück zurückführt. Er war der Sohn des kurfürstlich trierischen Amtmanns Peter Ernst von Metzenhausen und dessen Gemahlin Margarethe von der Horst und Hauptmann im Königlich-spanischen Heer, bevor er 1666 in den Deutschen Orden aufgenommen wurde, nachdem er zuvor mit der Aufschwörung seine ritterbürtige Abstammung über 16 Generationen nachgewiesen hatte. 1668 wurde sein Bruder Johann Wilhelm († 1704 in Mergentheim) ebenso in den Orden aufgenommen und wurde Komtur (1678–1698) in der Ballei Koblenz.
Ihm wurde die Kommende Luxemburg übertragen, die zur Ballei Lothringen gehörte. 1687 ernannte ihn der Hochmeister Franz Ludwig von Pfalz-Neuburg nach Ablegen des Gelöbnisses zum Statthalter der Ballei. Am 17. Februar 1688 wurde er zum Landkomtur in Trier bestellt. Nach einer Visitation im Mai 1698 durch Carl Gottfried Freiherr von Loe folgte 1699 wegen seiner schlechten Wirtschaftsführung die Abberufung durch den Hochmeister. Er und seine Vorgänger hatten im Laufe des 17. Jahrhunderts die Kommende Beckingen durch ihre schlechte Wirtschaftsführung in eine Notlage gebracht. 
1700 bestätigte das Generalkapitel die Abberufung des Landkomturs. Erst mit seinen Nachfolgern Johann Philipp von und zum Steinkallenfels und Johann von Zievel kehrte die Kommende zu voller Blüte zurück.